# 勇山文繼
勇山文繼（日语：／；寶龜4年（773年） - 天長5年10月26日（828年12月6日））是日本平安時代初期的官人、漢詩人。官位為從四位下、東宮學士。

## 生平
勇山文繼是河内國人，前半生的經歷不明。後來因為成大学寮文章生而為人所知。
弘仁元年（810年），與同族的勇山家繼一起被賜勇山。當時的官位為從八位下。此後不久升為從六位下的紀傳博士。翌年（811年）1月29日敘為外從五位下，2月13日照舊擔任紀傳博士，并兼任相模權掾。弘仁7年（816年）6月15日因為嵯峨天皇講《史記》之功賜從五位下。
弘仁14年（823年）升為從五位上，並被賜姓安野宿禰。淳和朝當政的天長3年（826年）賜正五位下，翌年（827年）升至從四位下，并擔任東宮學士。天長5年（828年）10月26日卒於任上。
勇山文繼是一名漢詩人，曾參與撰寫勅撰漢詩集，此外其一首作品被收錄在《文華秀麗集》和《經國集》中。